# Xpeng G3
El XPeng G3 es un crossover compacto tipo SUV eléctrico de batería, producido por el fabricante chino XPeng de 2018 a 2023. Ha sido el primer vehículo producido en masa por la firma, ya que la producción comenzó en noviembre de 2018.
Develado originalmente como XPeng Beta durante la fase de prototipo en 2016, el nombre se cambió para la edición del primer lote de tirada limitada a XPeng Identy X en 2017.[cita requerida]
Después de casi tres años a la venta, el 9 de julio de 2021, el fabricante presentó la versión renovada del modelo con el nombre de XPeng G3i. Cuenta con una barra de luces frontal como sus homólogos P5, P7 y G9. Primeras unidades previstas para ser entregadas a lo largo del mes de septiembre de 2021.[cita requerida]
En diciembre de 2023, Xpeng anunció que la producción de G3 y G3i cesaría antes de 2024.

## Vista general
La versión de producción en masa XPeng G3 se presentó durante el Consumer Electronics Show de enero de 2018 en Las Vegas. Según XPeng Motors, G3 significa "Geek3" y que el nombre fue elegido después de un concurso de nombres de colaboración colectiva. El XPeng G3 es en realidad el segundo automóvil de producción, también conocido como XPeng 2.0. El XPeng 1.0 fue la primera edición limitada de preproducción de 15 automóviles reservada para fundadores e inversores llamada XPeng Identy X revelada en 2017.[cita requerida]
En octubre de 2017, se planeó que la potencia del XPeng G3 fuera de 190 HP (193 CV; 142 kW), bueno para una velocidad máxima de 170 km/h (106 mph).
El modelo G3 Long Range se lanzó en julio de 2019, con una batería de 66,5 kWh (239 MJ) más grande y una autonomía declarada de 520 km (323 millas). El modelo original se actualizó a una batería de 50,5 que brinda una autonomía de 401 km (249 millas). Las prestaciones han disminuido con respecto a la versión original, con una aceleración de 0 a 100 km/h (0 a 62 mph) en 8.5 segundos y 8.6 segundos para el modelo de largo alcance.
XPeng comenzó a exportar el G3 a Noruega en 2020.

## XPeng G3i
El XPeng G3i es el lavado de cara de mitad de ciclo presentado en 2021, que presenta una nueva fascia para el diseño exterior con el mismo estilo que el sedán P7. El G3i está equipado con el sistema operativo inteligente actualizado para el automóvil (Xmart OS) y los sistemas de asistencia de manejo autónomo XPILOT 2.5.

## XPeng Identy X
El tipo de celda de batería del XPeng Identy X es una batería 18650 Samsung con una densidad de energía de 152 Wh/kg.[cita requerida] La autonomía del coche es 300 km (186 millas). La aceleración de 0 a 100 km/h (0 a 62 mph) tardará 5.8 segundos, o 7.9 segundos en el modo 2WD.
El motor del XPeng Identy X está fabricado por Jin-Jing Electric, una empresa con sede en Beijing. La velocidad máxima del Identy X es 170 km/h (106 mph). El Identity X tiene tracción delantera y la batería está ubicada en el piso. La versión 4WD develada más tarde que tiene un segundo motor más pequeño encima 